# Operación Tigre
La Operación Tigre fue el nombre en clave de dos ejercicios militares llevados a cabo en el Reino Unido durante el transcurso de la Segunda Guerra Mundial:
- El primero, realizado en 1942, fue un ejercicio de evaluación para las fuerzas de la Commonwealth, y se convirtió en el mayor ejercicio militar realizado en el Reino Unido hasta aquella fecha.
- El segundo, en 1944, fue un ensayo general a gran escala de la invasión de Normandía del "Día D", y resultó en la muerte de más de 700 soldados estadounidenses, parte de ellos por fuego amigo de las fuerzas aliadas y parte por el ataque de barcos alemanes.

## 1942
En abril de 1941 el general Bernard Montgomery se puso al mando de la zona Sudeste del Reino Unido. Al año siguiente llevó a cabo el mayor ejercicio militar realizado hasta entonces en el país, poniéndole como nombre clave "Exercise Tiger" (Ejercicio Tigre). En mayo de 1942, más de cien mil soldados de las fuerzas de la Commonwealth tomaron parte en este ejercicio, que fue especialmente penoso para las tropas de infantería que se vieron obligadas a marchar por más de ciento sesenta kilómetros durante el transcurso de la operación.

## 1944

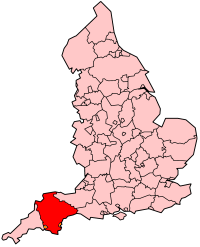
Condado de Devon, en el suroeste de Inglaterra.

En 1944 tuvo lugar un segundo ejercicio con el mismo nombre. En esta ocasión consistió  en ocho días de prácticas como ensayo del posterior desembarco en la Playa de Utah en la invasión de Europa que comenzaría el "Día D". Durante el ejercicio resultó atacado por lanchas torpederas de la armada alemana, resultando muertos 749 soldados de los Estados Unidos de América.

### Historia
A finales de 1943, como parte de los esfuerzos bélicos, el gobierno británico evacuó a unos tres mil residentes del área de Slapton, en el distrito de South Hams en Devon. Algunas de estas personas nunca habían dejado antes sus viviendas.
Las prácticas de desembarco se iniciaron en diciembre de 1943. La Operación Tigre fue uno de los mayores de estos ensayos, y tuvo lugar entre abril y mayo de 1944. El escenario de la playa de Slapton fue escogido por su parecido con la playa de Utah: una playa de gravilla seguida por una tramo de tierra y posteriormente un lago.
El ejercicio estaba programado entre el 22 de abril y hasta el 30 del mismo mes de 1944. A bordo de nueve grandes buques de desembarco (LST), treinta mil soldados se encontraban preparados para sus prácticas de desembarco anfibio.
La protección del ejercicio recaía en la Royal Navy. Dos destructores, tres torpederos y dos cañoneros patrullaban la entrada a la bahía de Lyme, mientras otros torpederos permanecían cerca del área de Cherburgo, donde la armada alemana tenía su base de los torpederos Schnellboot.
Las primeras prácticas de asalto tuvieron lugar en la mañana del 27 de abril sin problemas, pero en el amanecer del 28 de abril, torpederos alemanes que habían partido de patrulla desde Cherburgo avistaron y atacaron un convoy de ocho LST transportando vehículos e ingenieros de la Primera Brigada Especial cerca de la bahía de Lyme. Uno de estos S-Boot era el S-130, que actualmente se encuentra en un dique seco en Plymouth. Uno de los transportes resultó incendiado y hubo de ser abandonado, mientras otro se hundió rápidamente tras ser torpedeado. Un tercer transporte fue incendiado pero pudo llegar a la orilla. El resto de los barcos y sus escoltas respondieron al fuego, consiguiendo que los S-Boot se retiraran del combate.
Este ataque se saldó con más de seiscientas bajas. 749 marineros resultaron muertos: 551 soldados y 198 marineros marines estadounidenses. Muchos de los marineros se ahogaron en las frías aguas de la bahía mientras esperaban a ser rescatados. Aquellos que no estaban acostumbrados al mar entraron en pánico y no se colocaron adecuadamente sus salvavidas. En algunos casos esto provocó que, al caer al agua, el peso de sus equipos de combate les hiciera darse la vuelta, quedando con la cabeza bajo el agua y ahogándoles. Dale Rodman, que sirvió en el buque LST 507 comentaría al respecto: «El peor recuerdo que tengo es estar en el bote salvavidas lejos del barco hundiéndose mientras veía los cuerpos flotando alrededor».
De los dos buques asignados a la protección del convoy, solo el HMS Azalea se encontraba presente. Se trataba de una corbeta que encabezaba el convoy, que navegaba en fila; una formación que fue posteriormente objeto de crítica, ya que presentaba un blanco fácil para los S-Boot alemanes. Por su parte, el HMS Scimitar, un destructor de la Primera Guerra Mundial asignado como segundo buque de escolta que se suponía que debía estar protegiendo a los LST de desembarco había fondeado en Plymouth para unas reparaciones menores. Las tropas americanas no habían sido advertidas de este hecho. Cuando otros barcos británicos avistaron a los S-Boot enemigos de madrugada y avisaron a la corbeta, su comandante no advirtió del peligro al resto del convoy, asumiendo erróneamente que estos ya habían sido advertidos, cosa que no sucedió al encontrarse los LST y el cuartel de la Marina Británica operando en diferentes frecuencias de radio. Por otro lado, las baterías costeras británicas que defendían la bahía de Salcombe llegaron a avistar las siluetas de los S-Boot, pero tenían órdenes de contener el fuego para impedir que los alemanes tuvieran conocimiento de que la bahía estaba defendida.
Cuando los restantes LST arribaron a la playa de  Slapton, los errores garrafales continuaron sucediéndose. El crucero pesado británico HMS Hawkins batió la playa con munición real, siguiendo una orden del general Eisenhower, Comandante Supremo de las fuerzas aliadas. Eisenhower opinaba que los soldados debían endurecerse enfrentándose a unas condiciones lo más parecidas posible a una batalla real. Los marineros británicos registraron en sus cuadernos de bitácora (único registro recuperado en cualquiera de las naves) que los hombres estaban resultando muertos a causa del fuego amigo. «Sobre las playas había líneas blancas más allá de las cuales los soldados americanos no debían pasar hasta que el fuego artillero hubiera finalizado, pero los marines dijeron que ellos avanzaban sobre la línea blanca mientras eran reventados por las bombas».

### Consecuencias
Como resultado del bochorno oficial por el fracaso, y preocupados por las posibles filtraciones justo antes del inicio de la invasión real de Europa, se tomó juramento de secreto a todos los supervivientes por parte de sus superiores jerárquicos. Diez oficiales desaparecidos durante el ejercicio disponían de nivel de acceso "Bigot" sobre la estrategia del Día D, lo que significaba que conocían los planes de la invasión y podrían haber comprometido el éxito de la misma de haber sido capturados con vida. Por ello, la invasión se declaró pospuesta hasta que fueron encontrados los cadáveres de todos estos oficiales.
Existe poca información sobre cómo murieron exactamente todos estos soldados y marineros. Varios testigos visuales detallaron el precipitado tratamiento dado a las víctimas, y la existencia de fosas comunes sin identificar en Devon Fields.
De los errores cometidos durante la Operación Tigre surgieron severos cambios en el modo de actuar en el Desembarco de Normandía:
- Las frecuencias de radio fueron estandarizadas. Los buques de escolta británicos llegaron tarde y fuera de su posición durante el ejercicio debido a problemas con la radio, y el aviso sobre la presencia de los E-Boat no fue transmitido a los LST.
- Mejores equipos salvavidas para las tropas de desembarco.
- Nuevos planes para que pequeños barcos se encargaran de la recogida de supervivientes en el agua durante el Día D.

El parte de bajas de la Operación Tigre no fue publicado hasta agosto de 1944, cuando se hizo junto con el de las bajas del Día D.
Aún existe muy poca documentación oficial sobre la tragedia. Algunos denunciaron lo que consideraban un encubrimiento de los hechos, pero el secreto inicial sobre la Operación Tigre hizo que los hechos cayeran en el más absoluto silencio. En el libro The Forgotten Dead (Los Muertos Olvidados), publicado en 1988, Ken Small declara que los hechos "nunca fueron silenciados, sino que fueron convenientemente olvidados". Charles B. MacDonald, autor y antiguo ayudante jefe de historiadores del Centro de Historia Militar del Ejército de los Estados Unidos apunta a que el incidente fue informado como nota de prensa emitida por el Cuartel General de la Fuerza Expedicionaria Aliada, y apareció en la edición de julio del diario Star and Stripes. Además, la historia fue detallada en los tres últimos libros al final de la guerra, incluyendo el artículo del capitán Harry C. Butcher, «Mis tres años con Eisenhower» (1946), y en muchas publicaciones y conferencias en los años siguientes.
MacDonald conjetura que la publicación en prensa de estos hechos fue durante mucho tiempo eclipsada por los más importantes acontecimientos que tenían lugar durante aquella época: la batalla de Francia durante todo el verano de 1944, y el posterior regocijo general por el final de la guerra.

### Homenajes a las víctimas

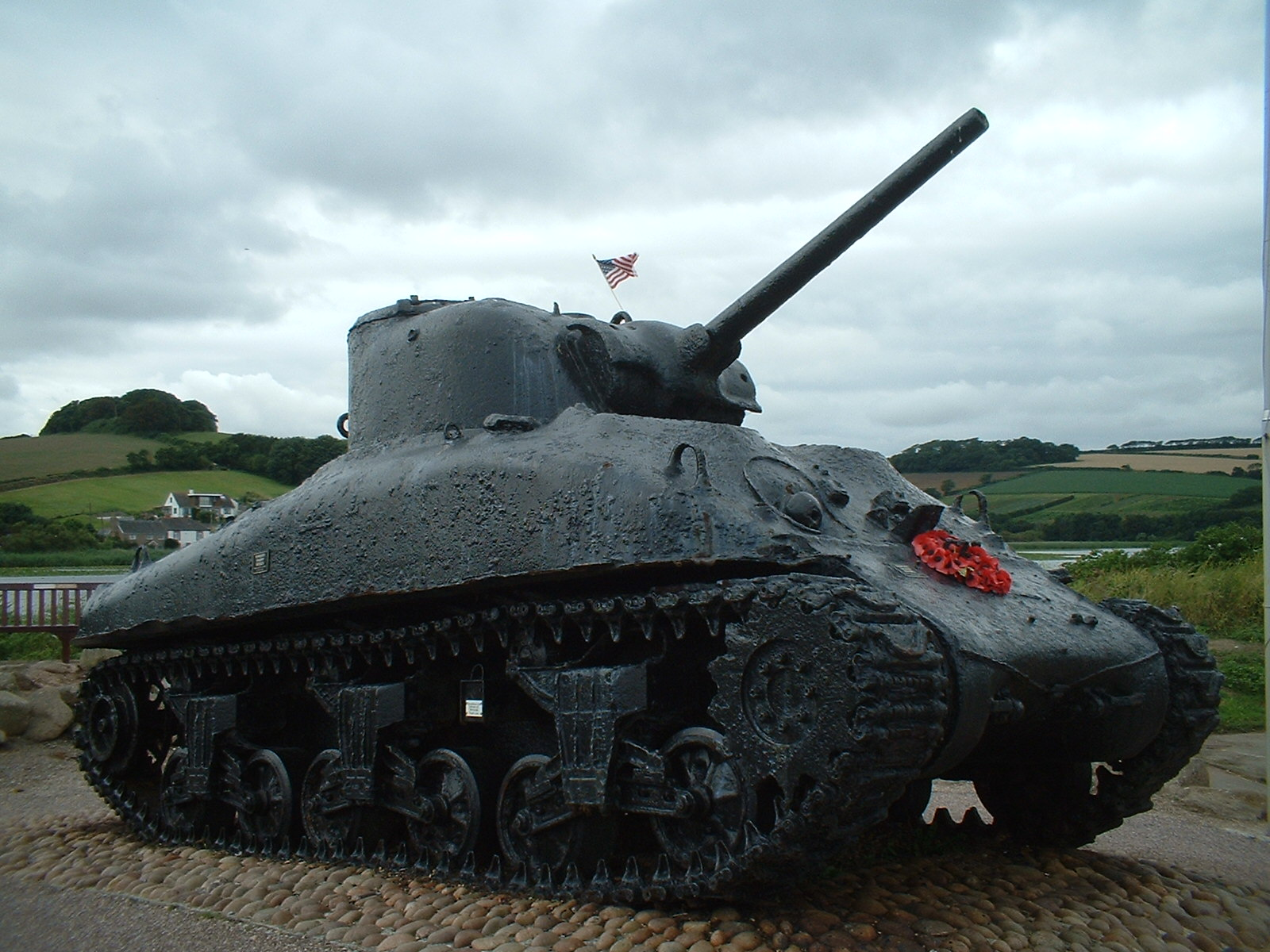
Un tanque tipo Sherman DD en el Torcross memorial.

Con poco a ningún apoyo por parte de las fuerzas estadounidense o británicas a ninguna iniciativa para recuperar sus restos o dedicar un monumento conmemorativo al incidente, Ken Small y los residentes de Devon buscaron la forma de recuperar la memoria de aquellos hechos, tras descubrirse restos de esta operación durante unas labores de limpieza de las playas a principios de la década de 1970.
En 1974, Small compró al gobierno de los Estados Unidos los derechos sobre un tanque sumergido del 70.º Batallón de Tanques, descubierto durante sus labores de búsqueda. En 1984, con la ayuda de los residentes locales y empresas de submarinismo pudo finalmente extraer el tanque del fondo marino, ubicándolo donde ahora se encuentra el monumento conmemorativo de este incidente. Las autoridades locales proporcionaron un pedestal frente al mar donde pusieron el tanque, erigiendo junto a él una placa en memoria de los fallecidos.
Ken Small murió de cáncer en marzo de 2004, pocas semanas antes del sexagésimo aniversario de los incidentes de la Operación Tigre.
En 2006, la Slapton Sands Memorial Tank Limited, una organización sin ánimo de lucro, uno de cuyos directores es el hijo de Small, aún pretende construir un monumento más adecuado donde puedan estar listados los nombres de las víctimas de esta operación.